# Parafia Niepokalanego Serca Najświętszej Maryi Panny w Pomorskiej Wsi
Parafia Matki Bożej Niepokalanego Serca Najświętszej Maryi Panny w Pomorskiej Wsi – parafia rzymskokatolicka w diecezji elbląskiej. Erygowana w 1387 roku, reerygowna w 1947 roku przez administratora apostolskiego Teodora Benscha.
Na obszarze parafii leżą miejscowości: Pomorska Wieś, Przezmark, Kamiennik Wielki, Rogowo, Stoboje, Wilkowo, Zalesie, Czechowo, Janów, Komorowo, Myślęcin, Nowina, Nowa Pilona, Pilona, Weklice, Pasieki. Tereny te znajdują się w gminie Milejewo oraz w gminie Elbląg w powiecie elbląskim w województwie warmińsko-mazurskim.
Kościół parafialny w Pomorskiej Wsi został wybudowany przez protestantów w 1804 roku, w 1945 roku zajęty przez władze komunistyczne i przekazany Kościołowi katolickiemu. 

## Proboszczowie parafii od 1945
- ks. mjr Ludwik Białek  (1946–1948[1])
- ks. dr Alojzy Neumann  (1948–1956[2])
- ks. Antoni Szubski  (1956–1961)
- ks. Marian Stanisławski  (1961–1964)
- ks. Marian Dubicki  (1964–1986)
- ks. Lucjan Husak (od 1986)